# Aero A-204
De Aero A-204 (ook wel bekend als A.204) is een Tsjechoslowaaks passagiersvliegtuig gebouwd door Aero. De A-204 was ontwikkeld voor de ČSA in 1936, maar zij koos voor de Britse Airspeed Envoy. Toen bleek dat er geen kopers kwamen, besloot Aero het toestel door te ontwikkelen als militair vliegtuig, de A-304.
De A-204 moet men niet verwarren met de Siebel Si 204, een toestel dat bij Aero tijdens de Duitste bezetting in de Tweede Wereldoorlog onder licentie produceerde als C-3.

## Specificaties
- Bemanning: 2
- Capaciteit: 8 passagiers
- Lengte: 13,20 m
- Spanwijdte: 19,20 m
- Vleugeloppervlak: 46 m2
- Leeggewicht: 4 300 kg
- Motoren: 2× Walter Pollux IIR, 110 kW (360 pk) elk
- Maximumsnelheid: 320 km/h
- Plafond: 5 800 m
- Klimsnelheid: 4,2 m/s

### Gerelateerde ontwikkelingen
- Aero A-300
- Aero A-304

### Vergelijkbare vliegtuigen
- Airspeed Envoy